# Брежњевљева доктрина
Брежњевљева доктрина је била совјетска политичка доктрина, коју је представио Леонид Брежњев у говору на Петом конгресу Пољске уједињене радничке партије 13. новембра 1968. године, која је гласила:
"Када снаге које су непријатељи социјализма покушају да преокрену развој неке социјалистичке земље у правцу капитализма, то није само проблем те земље, већ заједнички проблем и брига свих социјалистичких земаља."
Оно што се подразумевало у овој доктрини било је да руководство Совјетског Савеза задржава за себе право да дефинише „социјализам“ и „капитализам“. У пракси то је значило да ни једној држави није дозвољено да напусти Варшавски пакт или да угрози монопол комунистичке партије те земље на власти. Доктрина је послужила да оправда инвазију на Чехословачку која је окончала Прашко пролеће 1968. и совјетску инвазију на Авганистан 1979. Том приликом је уведен и термин "ограничени суверенитет". Брежњевљеву доктрину је заменила доктрина духовито названа Синатрина доктрина 1988.